# Mario Osbén
Mario Ignacio Osbén Méndez (Chiguayante, 14 de julio de 1950-Chiguayante, 7 de febrero de 2021) fue un futbolista profesional chileno que jugaba de guardameta.

## Trayectoria
Inició su carrera en Deportes Concepción en 1970. Su destacado rendimiento le llevó a realizar una dilatada trayectoria. Jugó también en Ñublense, Unión Española, Colo-Colo, Lota Schwager y Cobreloa, cosechando títulos a nivel nacional y con grandes actuaciones en Copa Libertadores.
Fue elegido en los años 1975, 1977, 1978, 1979, 1980 y 1981 como el mejor arquero del país, destacando en 1972 como la revelación, por su campaña en el arco de Deportes Concepción.
Se retiró, pasados los 40 años de edad, como jugador en el club Cobreloa, como suplente de Leonardo Canales. 
Apodado el Gato -por sus bigotes y portentosos reflejos- fue considerado -en su momento- como el mejor portero de la historia del fútbol chileno, siendo incluso protagonista de diversas campañas publicitarias, demostrando categoría, y ganando el respeto y admiración de sus colegas e hinchas. 
Tras el retiro ejerció como técnico en Universidad de Concepción, donde salió campeón de la Tercera División en 1997.
Posteriormente dirigió el club amateur que lo vio nacer, San Pablo de Chiguayante.
Además del fútbol, Osbén también participó en la política, siendo elegido concejal en la comuna de Chiguayante por dos periodos, 2004-2008 y 2012-2016. En 2008 fue candidato a concejal pero no fue elegido. Fue militante de la UDI.

### Selección nacional
Fue llamado por primera vez a la Selección chilena de fútbol por el técnico alemán Rudi Gutendorf en 1972. Estuvo en la Prenómina para el Mundial de Alemania 1974, pero no formó parte de la nómina final.
Tuvo una gran actuación en la Copa América 1979, para luego entregar su valla invicta en la Clasificatorias para la Copa el Mundo de España 1982, lo que lo lleva a ser reconocido como uno de los grandes exponentes en el arco chileno y del fútbol sudamericano.
En el Mundial de España 1982 jugó los tres partidos de Chile de esa cita. Por la selección también fue subcampeón de la Copa América en 1979 y 1987.

#### Participaciones en Copas del Mundo
| Mundial                        | Sede   | Resultado     |
| ------------------------------ | ------ | ------------- |
| Copa Mundial de Fútbol de 1982 | España | Primera Ronda |

#### Participaciones en Copa América
| Torneo            | Sede      | Resultado  |
| ----------------- | --------- | ---------- |
| Copa América 1979 | Sin sede  | Subcampeón |
| Copa América 1987 | Argentina | Subcampeón |

## Fallecimiento
Falleció el 7 de febrero de 2021, a los 70 años, en Chiguayante, a causa de un infarto cardiaco. Cabe señalar que en 2015 había sido operado por problemas similares.

## Clubes

### Como jugador
| Club                      | País  | Año       |
| ------------------------- | ----- | --------- |
| Deportes Concepción       | Chile | 1970      |
| Ñublense                  | Chile | 1971      |
| Deportes Concepción       | Chile | 1972      |
| Lota Schwager             | Chile | 1973      |
| Deportes Concepción       | Chile | 1974-1975 |
| Unión Española            | Chile | 1976-1979 |
| Colo-Colo                 | Chile | 1980-1985 |
| Cobreloa                  | Chile | 1986-1992 |
| Universidad de Concepción | Chile | 1994      |

### Como entrenador
| Club                      | País  | Año       |
| ------------------------- | ----- | --------- |
| Cobreloa (interino)       | Chile | 1992      |
| Universidad de Concepción | Chile | 1996-1999 |

## Palmarés

### Campeonatos nacionales

#### Como jugador
| Título           | Club           | País  | Año  |
| ---------------- | -------------- | ----- | ---- |
| Primera División | Unión Española | Chile | 1977 |
| Primera División | Colo-Colo      | Chile | 1981 |
| Copa Chile       | Colo-Colo      | Chile | 1981 |
| Copa Chile       | Colo-Colo      | Chile | 1982 |
| Primera División | Colo-Colo      | Chile | 1983 |
| Copa Chile       | Colo-Colo      | Chile | 1985 |
| Primera División | Cobreloa       | Chile | 1986 |
| Primera División | Cobreloa       | Chile | 1988 |
| Primera División | Cobreloa       | Chile | 1992 |

#### Como entrenador
| Título           | Club                      | País  | Año  |
| ---------------- | ------------------------- | ----- | ---- |
| Tercera División | Universidad de Concepción | Chile | 1997 |

### Distinciones individuales
| Distinción                  | Año  |
| --------------------------- | ---- |
| Futbolista del año en Chile | 1991 |